# Данвілл (Кентуккі)
Данвілл (англ. Danville) — місто (англ. city) в США, в окрузі Бойл штату Кентуккі. Населення — 17 234 особи (2020).

## Географія
Данвілл розташований за координатами 37°38′24″ пн. ш. 84°46′34″ зх. д. / 37.64000° пн. ш. 84.77611° зх. д. (37.639933, -84.776042).  За даними Бюро перепису населення США в 2010 році місто мало площу 41,22 км², з яких 40,98 км² — суходіл та 0,24 км² — водойми. В 2017 році площа становила 44,18 км², з яких 43,92 км² — суходіл та 0,25 км² — водойми.

### Клімат
| Клімат : Данвілл             | Клімат : Данвілл | Клімат : Данвілл | Клімат : Данвілл | Клімат : Данвілл | Клімат : Данвілл | Клімат : Данвілл | Клімат : Данвілл | Клімат : Данвілл | Клімат : Данвілл | Клімат : Данвілл | Клімат : Данвілл | Клімат : Данвілл | Клімат : Данвілл |
| Показник                     | Січ.             | Лют.             | Бер.             | Квіт.            | Трав.            | Черв.            | Лип.             | Серп.            | Вер.             | Жовт.            | Лист.            | Груд.            | Рік              |
| Середній максимум, °C        | 4,4              | 7,2              | 12,8             | 18,3             | 23,3             | 27,8             | 30,0             | 29,4             | 26,1             | 20,0             | 13,3             | 7,2              | 18,3             |
| Середній мінімум, °C         | −5               | −3,3             | 1,1              | 6,1              | 11,7             | 16,7             | 18,9             | 17,8             | 13,9             | 7,2              | 2,2              | −2,2             | 7,2              |
| Норма опадів, мм             | 93               | 98               | 126              | 101              | 125              | 121              | 123              | 86               | 84               | 80               | 93               | 110              | 1241             |
| ---------------------------- | ---------------- | ---------------- | ---------------- | ---------------- | ---------------- | ---------------- | ---------------- | ---------------- | ---------------- | ---------------- | ---------------- | ---------------- | ---------------- |
| Джерело: The Weather Channel |                  |                  |                  |                  |                  |                  |                  |                  |                  |                  |                  |                  |                  |

## Демографія
Згідно з переписом 2010 року, у місті мешкало 16 218 осіб у 6405 домогосподарствах у складі 3983 родин. Густота населення становила 393 особи/км².  Було 7180 помешкань (174/км²).
Расовий склад населення:
| - 83,2 % — білих - 10,9 % — чорних або афроамериканців - 1,0 % — азіатів - 0,2 % — корінних американців - 1,8 % — осіб інших рас |

До двох чи більше рас належало 2,8 %. Частка іспаномовних становила 3,9 % від усіх жителів.
За віковим діапазоном населення розподілялося таким чином: 20,8 % — особи молодші 18 років, 61,2 % — особи у віці 18—64 років, 18,0 % — особи у віці 65 років та старші. Медіана віку мешканця становила 39,4 року. На 100 осіб жіночої статі у місті припадало 87,4 чоловіків;  на 100 жінок у віці від 18 років та старших — 83,9 чоловіків також старших 18 років.
Середній дохід на одне домашнє господарство  становив 53 489 доларів США (медіана — 37 311), а середній дохід на одну сім'ю — 67 671 долар (медіана — 52 622). Медіана доходів становила 41 898 доларів для чоловіків та 28 940 доларів для жінок. За межею бідності перебувало 19,2 % осіб, у тому числі 22,8 % дітей у віці до 18 років та 9,1 % осіб у віці 65 років та старших.
Цивільне працевлаштоване населення становило 6868 осіб. Основні галузі зайнятості: освіта, охорона здоров'я та соціальна допомога — 31,0 %, виробництво — 13,0 %, мистецтво, розваги та відпочинок — 11,0 %, роздрібна торгівля — 9,3 %.